# Slovotvorný rozbor
Slovotvorný rozbor je gramatická analýza slova. Jejím cílem je pochopit, jak dané slovo vzniklo, a to jeho postupným rozložením na slova, která mu předchází.
Příklad: cukrárna–cukr, popelář–popel, nabíjecí–nabíjet–nabít atd.